# كارثة جسر تاي
كارثة جسر تاي حدثت خلال عاصفة شديدة في يوم الأحد 28 ديسمبر عام 1879، إذ انهار جسر تاي للسكة الحديدية حين كان يعبر عليه قطار من برنت آيلاند إلى دندي، مما أسفر عن مقتل كل مَن على متنه. شُيّد الجسر– المصمم من قِبل السير توماس بوش – باستخدام عوارض شبكية مدعمة بركائز حديدية، مع أعمدة من الحديد الصب وشدادات متصالبة من الحديد المطاوع. كانت الدعائم أرفع والشدادات المتصالبة أقل كثافة ومتانة من تصاميم بوش المشابهة السابقة.
التمس بوش النصيحة من خبيرٍ بمجال أحمال الرياح عند اقتراح تصميم جسر للسكة الحديدية على خور فورث؛ كنتيجة لتلك النصيحة لم يتخذ بوش أي سماح محدد بوضوح لأحمال الرياح في تصميم جسر تاي. كان هناك عيوب أخرى في التصميم التفصيلي، وفي الصيانة، وفي جودة التحكم بعمليات الصب، وكانت كلها، جزئيًا على الأقل، مسؤولية بوش.
توفي بوش خلال السنة ذاتها، وتدمرت سمعته. كان على تصاميم الجسور البريطانية المستقبلية السماح لأحمال الرياح لما يصل إلى 2.7 كيلو باسكال. لم يُستخدم تصميم بوش لجسر فورث.

## الجسر
بدأت أعمال البناء عام 1871 لجسرٍ صُمم على أن يكون مدعمًا بركائز من الطوب تستند على قاعدة صخرية. أظهر السبر الاختباري أن القاعدة الصخرية لا تقع على عمق كبير تحت النهر. كانت عوارض الجسر في كِلا نهايتيه عبارة عن جملونات سفلية، تستوي قممها مع قمم الركائز، ويجري المسار الوحيد للسكة أعلاهم. لكن، في القسم الوسطي للجسر («العوارض المرتفعة») تعمل عوارضه كجملونات علوية فوق قمم الركائز (مع وجود السكة بينهما) من أجل تأمين الارتفاع المطلوب لمرور السفن المبحرة إلى بيرث.
تكمن القاعدة الصخرية أعمق بكثير مما أظهر السبر الاختباري، وكان على بوش إعادة تصميم الجسر، بركائز أقل وبالتالي عوارض بمجازات أطول. أصبحت أساسات الركائز مشيدة بواسطة قيسونات مغمورة من الحديد المطاوع مبطنة بالطوب ضمن قاع النهر، ومُلئت بالخرسانة. لتقليل الوزن الذي كان عليهم حمله، استخدم بوش ركائز هيكلية حديدية ذات إطار شبكي مفتوح: تمتلك كل ركيزة عدة أعمدة من حديد الصب الذي يأخذ الوزن من عوارض الجسر. يوجد أيضًا شدادات أفقية من الحديد المطاوع وقضبان ربط قطرية تربط الأعمدة مع بعضها في كل ركيزة لتأمين الصلابة والاستقرار.
كان المبدأ الأساسي للتصميم معروفًا جيدًا، لكن في جسر تاي، كانت أبعاد الركائز محددة بالقيسونات. من أجل الجزء المرتفع من الجسر، كان هناك 13 مجاز للعارضة. من أجل احتواء التمدد الحراري، كان في ثلاثة فقط من الركائز الأربعة عشرة التي تحدد هذه المجازات، وثاقة (أي طريقة اتصال ثابتة) تربط الركيزة بالعوارض. بالتالي، كان هنالك 3 أقسام من المجازات المترابطة في العارضة المرتفعة، والمجازات في كل قسم متصلة إنشائيًا مع بعضها البعض، لكن ليس مع المجازات المجاورة في أقسام أخرى. كان القسمان الجنوبي والوسطي متقاربين بالمستوى، لكن ينحدر القسم الشمالي باتجاه دندي بدرجات انحدار تصل حتى 1:73.
شُيّد الجسر من قِبل هوبكن جيلكس وشركاه، وهي شركة في بلدة ميدلزبره عملت سابقًا مع بوش على جسور حديدية. استخدمت شركة جيلكس، التي كانت عازمة في البداية على إنتاج كل أعمال الحديد في منطقة تيسايد، ورشة سباكة في بلدة ورميت لإنتاج عناصر حديد الصب، وللقيام بتشغيل آلي محدود بعد الصب. كانت جيلكس تعاني من أزمة مالية بعض الشيء؛ أوقفت التداول في عام 1880، لكنها كانت قد بدأت بعمليات التصفية في مايو عام 1879، قبل الكارثة. كان شقيق بوش مدير جيلكس، وكان ثلاثتهم سابقًا زملاء في ستوكتن ودارلينغتن لمدة 30 سنة؛ إثر وفاة جيلكس في يناير عام 1876، ورث بوش حصص مالية بقيمة 35,000 جنيه استرليني لكن كان عليه أيضًا 100,000 جنيه استرليني مُستحقة ككفالة لقروض جيلكس وكان غير قادرٍ على تخليص نفسه.

أدى تغيير التصميم إلى زيادة الكلفة وسبّب تأخيرًا في إكمال المشروع، وجرى العمل على تكثيفه وتقويته بعد سقوط اثنين من العوارض المرتفعة حين كانت ترفع في مكانها في فبراير عام 1877. عبرت أول آلية الجسر في سبتمبر عام 1877. جرى فحص مجلس التجارة والصناعة على مدار ثلاثة أيام في طقس جيد من شهر فبراير عام 1878؛ أُقر الجسر للاستخدام من أجل حركة نقل الركاب، مع فرض حد للسرعة بنحو 40 كم بالساعة. أورد تقرير الفحص:
آمل عند زيارة الموقع مرة أخرى، امتلاك الفرصة، إذا أمكن، لملاحظة تأثيرات الرياح القوية عندما يجري قطار من العربات فوق الجسر.
افتتح الجسر لخدمة المسافرين في 1 يونيو عام 1878. حصل بوش على لقب فارس في يونيو عام 1879 بعد استخدام الملكة فيكتوريا للجسر.

## الكارثة

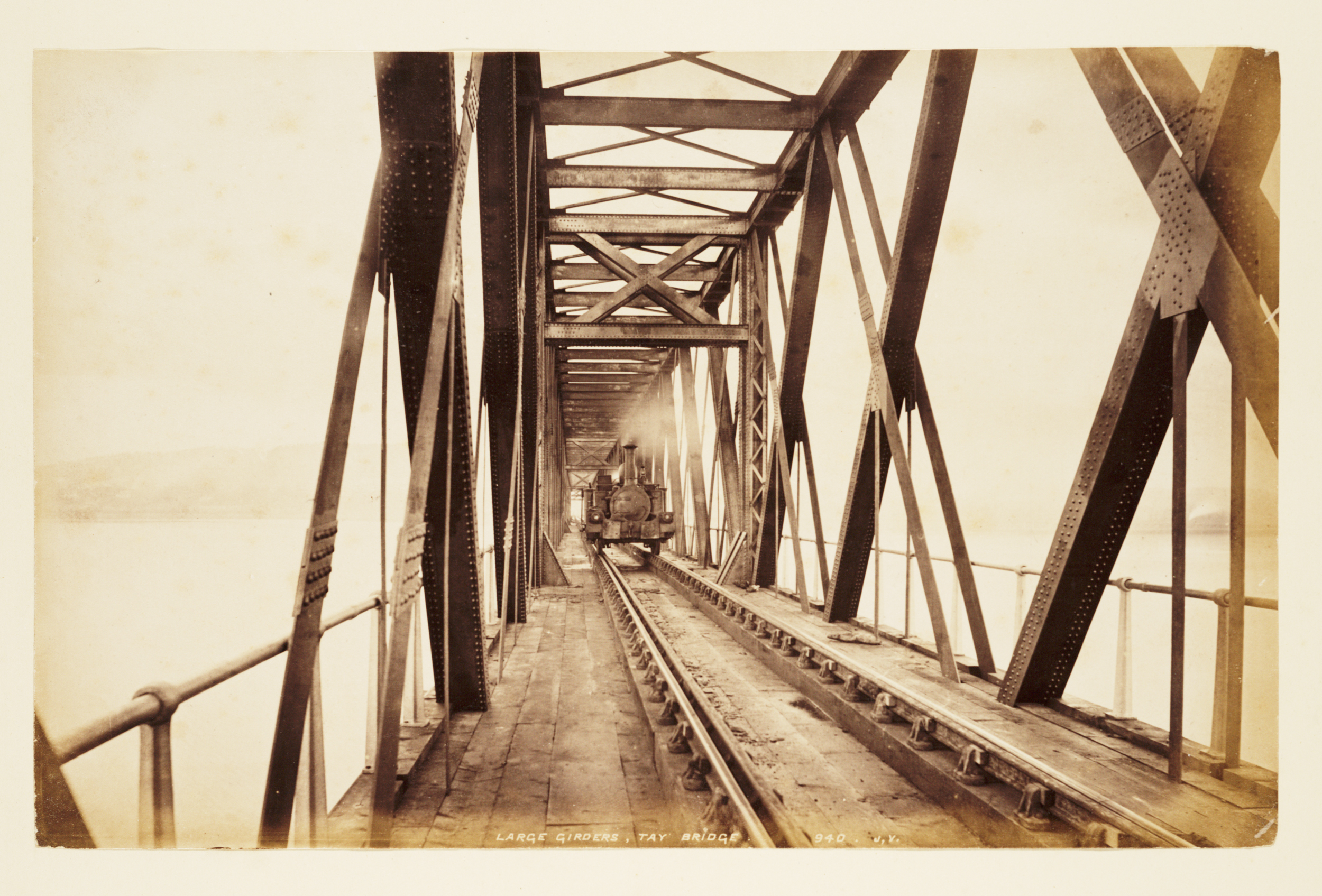
صورة لجزء من جسر تاي الأول قبل انهياره

في مساء يوم الأحد 28 ديسمبر عام 1879، كانت عاصفة هوجاء (من 10 إلى 11 درجة على مقياس بوفورت) تهب بزوايا قائمة تقريبًا على الجسر. قال الشهود أنها كانت أسوأ من أي شيء رأوه خلال 20 – 30 سنة عاشوها في المنطقة؛ دعاها أحدهم «إعصار»، وكانت سيئة بقدر التيفون الذي رآه في بحر الصين. قيست سرعة الرياح في غلاسكو – 114 كم بالساعة (وهو المتوسط خلال ساعة)) – وأبردين، لكنها لم تُقاس في دندي.
سُجلت سرعات رياح أكبر على مدى فترات فاصلة أقصر، لكن في التحقيق، نبه شاهد خبير من عدم موثوقيتهم، ورفض تقدير الأحوال في دندي اعتمادًا على القراءات المأخوذة من مكان آخر. تشير أحد التحليلات الحديثة للمعلومات المتاحة أن الرياح كانت تهب بسرعة 129 كم بالساعة.
كان استخدام الجسر محدودًا بقطار واحد على حدة من خلال نظام إشارات قطّاعي يستخدم العصا كعلامة. في الساعة 7:13 مساءً أبطأ قطارٌ قادم من برنت آيلاند (يتألف من قاطرة بنظام 4-4-0، وعربة الفحم خاصتها، وخمس عربات ركاب وعربة أمتعة)، ليأخذ العصا من حجرة الإشارة في النهاية الجنوبية للجسر، وانطلق بعدها على الجسر، وبدأ بالتسارع.
استدار المسؤول عن الإشارة ليسجل مرور القطار، ثم انشغل بإشعال المدفأة في الحجرة، لكن راقب صديقٌ له موجود في الحجرة القطار: حين ابتعد لمسافة 180 متر من الحجرة رأى شرارات تتطاير من العجلات على الجانب الشرقي. كان قد رأى هذا الأمر في القطار السابق. خلال التحقيق، شهد جون بلاك بالقول إن الرياح كانت تدفع فلنجات العجلات لتلامس قضبان سكة السير. شرح بلاك أن سكك الحماية التي تحمي من انحراف القطار عن السكة كانت أعلى قليلًا وقريبة من قضبان سكة السير. سيعمل هذا النظام على تثبيت العجلة الجيدة في مسارها، إذ يحدث الانحراف عن السكة بسبب تفتت العجلة، وكان هذا الأمر يُمثل خطرًا كبيرًا قبل ظهور عجلات الفولاذ، كما جرى في حادثة تحطم القطار في شيبتون أون تشيرويل في ليلة عيد الميلاد عام 1874.
استمرت الشرارات لمدة لا تتجاوز الثلاث دقائق، في الوقت الذي وصل فيه القطار لقسم العوارض المرتفعة. في تلك النقطة «ظهرت ومضة لامعة سريعة من الضوء، وبلمح البصر أصبح الظلام كليًا، اختفت أنوار مصابيح ذيل القطار، والشرارات والوميض، جميعهم...في نفس اللحظة». لم يرَ المسؤول عن الإشارة أيَّا من هذا ولم يصدق حين قيل له عن الأمر. حين لم يظهر القطار على خط السكة بعد الجسر في دندي حاول التحدث مع حجرة الإشارة في النهاية الشمالية للجسر، لكنه وجد أن كل الاتصالات معها قد فُقدت.
لم يكن القطار في النهر فحسب، لكن كانت أيضًا العوارض المرتفعة، ومعظم الأشغال الحديدية لركائزهم الداعمة. وجد الغطاسون وهم يستكشفون الحطام لاحقًا، أن القطار لا يزال ضمن العوارض، والمحرك في المجاز الخامس من قسم المجازات الخمسة الجنوبي. لم ينج أحد؛ لم تُسترجع إلا 46 جثة لكن كان هناك 59 ضحية معروفة. جُمعت ستة وخمسون تذكرة إلى دندي من الركاب على متن القطار قبل عبور الجسر؛ وبإعطاء المجال لوجود حاملي التذكرة الموسمية وتذاكر لوجهات أخرى ولموظفي السكك الحديدية، يُعتقد بأنه كان هنالك 74 أو 75 شخص على متن القطار. أُشير إلى أنه لم يكن هنالك ركاب مجهولين وأن الرقم الكبير يظهر من الحساب المزدوج في تقرير صحفي أولي، لكن التحقيق لم يعتمد أعداد الضحايا من دورية بريد دندي؛ أخذ أدلة مُحلّفة وأجرى حصيلته الخاصة به.